# Cestos River
Der Cestos (vor allem im Oberlauf auch Nuon) ist ein Fluss in Liberia und ein Grenzfluss zur Elfenbeinküste.

## Verlauf
Der Fluss entspringt in der Elfenbeinküste am Dreiländereck mit Liberia und Guinea, südlich des Berges Mont Nimba. Er fließt in südwestlicher Richtung und bildet dabei fast die Hälfte seiner Wegstrecke die Grenze zwischen Elfenbeinküste und Liberia. Er mündet bei Cestos City in den Atlantik.

## Hydrometrie
Durchschnittliche monatliche Durchströmung des Cestos zwischen den Jahren 2015 und 2019 gemessen an der hydrologischen Station Iti, bei dem größten Teil des Einzugsgebietes, in m³/s.

## Einzugsgebiet
Je nach Quelle wird das Einzugsgebiet mit Werten zwischen 12.709 und 14.914 km² angegeben. Es befindet sich zu knapp einem Fünftel in der Elfenbeinküste, der restliche Teil in Liberia. In manchen Quellen erstreckt es sich darüber hinaus auf wenige einzelne Quadratkilometer in Guinea.